# Клеванцовское сельское поселение
Клеванцовское се́льское поселе́ние — муниципальное образование в составе Островского района Костромской области России.
Административный центр — деревня Клеванцово.

## История
Клеванцовское сельское поселение образовано 30 декабря 2004 года в соответствии с Законом Костромской области № 237-ЗКО, установлены статус и границы муниципального образования.
11 февраля 2010 года в соответствии с Законом Костромской области № 575-4-ЗКО в состав Клеванцовского сельского поселения включены упразднённые Ломкинское и Дымницкое сельские поселения.

## Население
| 2008  | 2010  | 2012  | 2013  | 2014  | 2015  | 2016  |
| ----- | ----- | ----- | ----- | ----- | ----- | ----- |
| 1933  | ↘1815 | ↘1734 | ↘1649 | ↘1640 | ↘1580 | ↘1560 |
| 2017  | 2018  | 2019  | 2020  | 2021  |       |       |
| ↘1546 | ↘1502 | ↘1459 | ↘1435 | ↘1295 |       |       |

## Состав сельского поселения
| №  | Населённый пункт | Тип населённого пункта          | Население |
| -- | ---------------- | ------------------------------- | --------- |
| 1  | Болтушки         | деревня                         | ↗26       |
| 2  | Воскресенское    | село                            | ↗272      |
| 3  | Дунилово         | деревня                         | ↗9        |
| 4  | Дымница          | деревня                         | ↗199      |
| 5  | Дымница          | посёлок                         | ↗257      |
| 6  | Клеванцово       | деревня, административный центр | ↗356      |
| 7  | Козловка         | деревня                         | ↗270      |
| 8  | Крутец           | деревня                         | ↗52       |
| 9  | Ломки            | деревня                         | ↗391      |
| 10 | Матыкино         | деревня                         | →0        |
| 11 | Машихино         | деревня                         | ↗15       |
| 12 | Новинки          | деревня                         | ↗16       |
| 13 | Панькино         | деревня                         | ↗1        |
| 14 | Пеньки           | деревня                         | →0        |
| 15 | Полоски          | деревня                         | ↗87       |
| 16 | Хаустово         | деревня                         | ↘10       |
| 17 | Шульгино         | деревня                         | →15       |
| 18 | Яшино            | посёлок                         | ↘33       |